# Bahnstrecke Yawkey–Brookline
| Station Brookline Village |                      |                                            |                                            |
| Streckenlänge: | 2,2 km               |                                            |                                            |
| Spurweite: | 1435 mm (Normalspur) |                                            |                                            |
| Zweigleisigkeit: | gesamte Strecke      |                                            |                                            |
| |                      |                                            |                                            |
| Gesellschaft: | MBTA (Straßenbahn)   |                                            |                                            |
| \| \| \| von Boston South Station \| \| \| \| \| nach Worcester \| \| \| \| 0,0 \| Yawkey (früher Keilbahnhof Brookline Jct.) \| Yawkey (früher Keilbahnhof Brookline Jct.) \| \| \| \| Green Line D von Boston \| \| \| \| \| Fenway (ab 1959) \| \| \| \| 1,0 \| Longwood MA (früher Bf.) \| Longwood MA (früher Bf.) \| \| \| \| Hausdurchfahrt Parkhaus \| \| \| \| \| von Back Bay (bis 1863) \| \| \| \| 2,2 \| Brookline Village MA (früher Bf.) \| Brookline Village MA (früher Bf.) \| \| \| \| nach Harrisville \| \| |                      |                                            |                                            |
| Strecke |                      | von Boston South Station                   | von Boston South Station                   |
| Abzweig ehemals geradeaus und nach rechts |                      | nach Worcester                             | nach Worcester                             |
| Bahnhof (Strecke außer Betrieb) | 0,0                  | Yawkey (früher Keilbahnhof Brookline Jct.) | Yawkey (früher Keilbahnhof Brookline Jct.) |
| Abzweig mit U-Bahn ehemals geradeaus und von rechts |                      | Green Line D von Boston                    | Green Line D von Boston                    |
| U-Bahn-Bahnhof |                      | Fenway (ab 1959)                           | Fenway (ab 1959)                           |
| U-Bahn-Haltepunkt / Haltestelle | 1,0                  | Longwood MA (früher Bf.)                   | Longwood MA (früher Bf.)                   |
| U-Bahn-Tunnel |                      | Hausdurchfahrt Parkhaus                    | Hausdurchfahrt Parkhaus                    |
| U-Bahn-Abzweig mit Eisenbahn geradeaus und ehemals von links |                      | von Back Bay (bis 1863)                    | von Back Bay (bis 1863)                    |
| U-Bahn-Bahnhof | 2,2                  | Brookline Village MA (früher Bf.)          | Brookline Village MA (früher Bf.)          |
| U-Bahn-Strecke |                      | nach Harrisville                           | nach Harrisville                           |

Die Bahnstrecke Yawkey–Brookline ist eine ehemalige Eisenbahn- und heutige Stadtbahnstrecke in Massachusetts (Vereinigte Staaten). Sie ist 2,2 Kilometer lang und bindet die Stadt Brookline an die Bahnstrecke Boston–Worcester an. Die normalspurige Strecke gehört der Massachusetts Bay Transportation Authority, die auf ihr die Green Line D, eine zweigleisige Stadtbahnstrecke, betreibt. Der Eisenbahnverkehr auf der Strecke ist stillgelegt.

## Geschichte
Die Strecke wurde als Zweigstrecke („Brookline Branch“) von der Boston and Worcester Railroad gebaut und 1848 eröffnet. Die Züge fuhren stets durch bis zum Endbahnhof in Boston. 1867 fusionierte die Boston&Worcester mit anderen Gesellschaften zur Boston and Albany Railroad, die auch die Zweigstrecke nach Brookline übernahm und fortan betrieb. Mit der Übernahme der Boston&Albany 1900 durch die New York Central and Hudson River Railroad (später New York Central Railroad) änderte sich zunächst nur der Eigentümer, die Betriebsführung blieb bei der Boston&Albany.
Der Personenverkehr auf der Strecke wurde am 1. Juni 1958 eingestellt. Unmittelbar darauf baute die Metropolitan Transit Authority die Stadtbahnstrecke vom Tunnelbahnhof Kenmore nach Brookline und weiter nach Riverside. Südlich von Yawkey wurde neben der Eisenbahntrasse eine Tunnelrampe gebaut. Die Bahnhöfe Longwood und Brookline Village wurden in Stadtbahnstationen umgewandelt, eine zusätzliche Station Chapel (später Fenway) entstand nahe der Tunnelrampe. Am 4. Juli 1959 ging die Stadtbahn in Betrieb. Noch bis Anfang der 1970er Jahre wurde Güterverkehr auf der Strecke durchgeführt, ab 1968 durch die Penn Central. Die Stilllegung des Gleises zwischen der Tunnelrampe und dem Bahnhof Yawkey (damals Brookline Junction) erfolgte 1976. Der südliche Teil des Bahnhofs Yawkey wurde später als Parkplatz verwendet.

## Streckenbeschreibung
Die Strecke zweigte am Keilbahnhof Brookline Junction, dem heutigen Vorortbahnhof Yawkey, aus der Bahnstrecke Boston–Worcester in Richtung Südwesten ab. Zwischen der Miner Street und der Station Fenway befindet sich die Tunnelrampe. Die Bahnstrecke verläuft weiter im Einschnitt bzw. ebenerdig durch Longwood nach Brookline, wo sich der Endbahnhof befand. Bereits in den 1850er Jahren wurde eine Gleisverbindung zur Strecke in Richtung Harrisville eingebaut und die Vorortzüge der Boston&Albany fuhren ab den 1880er Jahren über Brookline hinaus über diese Strecke nach Riverside weiter.

## Personenverkehr
1869 verkehrten auf der Strecke ab Boston 13 tägliche Züge sowie drei weitere Züge an Sonntagen über Yawkey nach Brookline. 1901, nach der Übernahme durch die New York Central and Hudson River Railroad und nach Eröffnung der Boston South Station verließen diesen Bahnhof nach Yawkey und weiter nach Brookline und Riverside 28 Züge an Werktagen und sieben an Sonntagen. Nach dem Ersten Weltkrieg brach der Personenverkehr auf der Schiene immer mehr ein, da sich das Verkehrsaufkommen immer mehr auf die Straße verlagerte. 1945 fuhren nach Yawkey und weiter über Brookline nach Riverside montags bis freitags 16, samstags 14 und sonntags fünf Züge. 2012 verkehren die Stadtbahnen der Green Line D im Berufsverkehr alle 6 Minuten, wochentags tagsüber alle 11 Minuten und am Wochenende alle 10 Minuten, samstags nachmittags alle 8 Minuten.